# Bimal Kar
Pour les articles homonymes, voir Kar.
Bimal Kar, né le 9 juin 1937 dans le district de Feni et mort le 19 septembre 2024 à Dacca, est un footballeur bangladais.

## Biographie
Né le 9 juin 1937 dans le village de Parashuram, dans le district de Feni, Bimal Kar est le deuxième enfant de Rohini Kar et de Hiranmoyi Kar. 
Pendant la guerre de libération de 1971, il est un membre essentiel de l'équipe de football indépendante, jouant des matchs dans toute l'Inde pour collecter des fonds pour la cause. Sa contribution à la liberté de la nation est immense.
Bimal Kar meurt à 87 ans le 19 septembre 2024 à l'hôpital militaire central de Dacca.

## Hommage
Bimal Kar reçoit une garde d'honneur dans les locaux de la Fédération de football du Bangladesh.